# Nhatrangia ceylonensis
Nhatrangia ceylonensis es una especie de arácnido del orden Pseudoscorpionida de la familia Ideoroncidae.

## Distribución geográfica
Se encuentra en Sri Lanka.